# Дворец наместника (Выборг)
Дворец наместника (иначе — здание Выборгского гофгерихта, здание надворного суда, генерал-губернаторский дом, дом губернатора) — двухэтажное здание в историческом центре города Выборга. Обращённый фасадом к Соборной площади дом в стиле русского классицизма на улице Сторожевой Башни включён в перечень памятников архитектуры.

## История
В соответствии с указом императрицы Екатерины II от 1783 года «О составлении Выборгского наместничества из шести уездов, и о переименовании местечка Сердоболья городом» Выборгская губерния была преобразована в наместничество.  Для размещения новых губернских учреждений потребовались новые здания общественного назначения. Резиденцией наместника (генерал-губернатора) стал дом, возведённый в 1784 году на Соборной площади по проекту архитектора К.И. Шпекле в стиле классицизма и изначально предназначавшийся инженерной команде Выборгской крепости. А под размещение канцелярии наместника отводилось особое здание в Выборгском замке. Первым наместником (генерал-губернатором) был назначен принц Фридрих Вильгельм Карл Вюртембергский (впоследствии — король Вюртемберга). Начиная с 1791 года полномочия высшего военного и гражданского руководителя наместничества совмещались в лице выборгского губернатора, резиденцией которого и стало здание на главной городской площади. В конце XVIII века оно именовалось «бывшим генерал-губернаторским домом» или «домом гражданского губернатора».
После большого городского пожара 1793 года согласно генеральному плану, утверждённому в 1794 году Екатериной II, дворец стал частью возводившегося архитектурного ансамбля общественных зданий в стиле классицизма: городского собора, здания городского общества, подковообразных в плане гостиного двора и присутственных мест. Соответствующий общему стилю задуманного ансамбля строгий симметричный фасад, расчленённый по ордерной системе пилястрами под антаблементом с модульонами и триглифами, оживляется тремя декоративными розетками в центральной части с прямоугольным аттиком, расположенными над окнами второго этажа на уровне главного входа в здание. 
На момент постройки резиденция представителя высшей власти выглядела роскошным дворцом с великолепными интерьерами, печами и каминами. В губернаторском доме останавливались представители императорской фамилии: например, в 1795 году — великий князь Константин Павлович, 1802 году — императрица Елизавета Алексеевна, а в 1803 году — император Александр I. Останавливался в нём и король Швеции Густав IV Адольф (в 1800 году). Также дворец упоминается исследователями в связи с неоднократными посещениями Выборга Павлом I и его супругой Марией Фёдоровной. В нём бывал и выборгский военный губернатор М. И. Кутузов, однако встречающееся в литературе с середины XX века предположение о том, что дворец был его резиденцией, более поздними исследованиями не подтверждается: штаб-квартирой военачальника было другое здание, в котором с 1841 года размещалось выборгское губернское правление.   
Впоследствии губернаторский дом занял Императорский выборгский гофгерихт (надворный суд) — один из трёх судов второй инстанции в Великом княжестве Финляндском, учреждённый указом императора Николая I в 1839 году. Первым президентом суда стал бывший выборгский губернатор Карл Густав Маннергейм. Таким образом, ему не пришлось переезжать на новое место работы. Но вскоре, в 1847 году на соседнем участке по проекту обер-интенданта Э.Б. Лормана был возведён дворец президента Выборгского гофгерихта.
Выборгский гофгерихт продолжал действовать и после провозглашения в 1917 году независимости Финляндии. После поражения Финляндии в Советско-финской войне (1939—1940) суд эвакуирован в Куопио и переименован в Восточно-Финляндский гофгерихт (апелляционный суд). В послевоенное время в здании работали образовательные учреждения, пока в 2014 году бывший дворец наместника не был передан от школы № 1 под размещение епархиальных учреждений Русской православной церкви. Несмотря на то, что в ходе неоднократных перепланировок первоначальные интерьеры оказались утрачены, внешний облик постройки сохранился хорошо.
- Фото конца XIX века
- Центральный ризалит
- Фото 2022 года